# Прыгуны
Прыгуны (лат. Longitarsus) — род жуков из подсемейства козявок в семействе листоедов.

## Описание
Мелкие и средних размеров жуки, длиной тела до 3,5 мм. Переднеспинка поперечная (длина её меньше, чем длина) с гладкими покровами. Бёдра утолщенные, голени немного изогнутые. Личинки белые с удлинённым телом и тёмной головой. Переднеспинка пятнистая.

## Образ жизни
Имаго питается листьями травянистых растений, личинки развиваются на корнях этих же растений. Некоторые виды зимуют на стадии личинки.

## Перечень видов
Некоторые виды рода:
- Вид: Longitarsus absynthii Kutschera, 1862
- Вид: Longitarsus aeneicollis (Faldermann, 1837)
- Вид: Longitarsus aeruginosus (Foudras, 1859)
- Вид: Longitarsus anchusae (Paykull, 1799)
- Вид: Longitarsus apicalis (Beck, 1817)
- Вид: Longitarsus atricillus (Linnaeus, 1761)
- Вид: Longitarsus ballotae (Marsham, 1802)
- Вид: Longitarsus brunneus (Duftschmid, 1825)
- Вид: Longitarsus curtus (Allard, 1860)
- Вид: Longitarsus exsoletus (Linnaeus, 1758)
- Вид: Longitarsus ferrugineus (Foudras, 1860)
- Вид: Longitarsus fulgens (Foudras, 1860)
- Вид: Longitarsus fuscoaeneus Redtenbacher, 1849
- Вид: Longitarsus ganglbaueri Heikertinger, 1912
- Вид: Longitarsus gracilis Kutschera, 1864
- Вид: Longitarsus helvolus Kutschera, 1863
- Вид: Longitarsus holsaticus (Linnaeus, 1758)
- Вид: Longitarsus jacobaeae (Waterhouse, 1861)
- Вид: Longitarsus linnaei (Duftschmid, 1825)
- Вид: Longitarsus longipennis Kutschera, 1863
- Вид: Longitarsus longiseta Weise, 1889
- Вид: Longitarsus luridus (Scopoli, 1763)
- Вид: Longitarsus lycopi (Foudras, 1860)
- Вид: Longitarsus melanocephalus (DeGeer, 1775)
- Вид: Longitarsus membranaceus (Foudras, 1860)
- Вид: Longitarsus minusculus (Foudras, 1860)
- Вид: Longitarsus monticola Kutschera, 1863
- Вид: Longitarsus nanus (Foudras, 1860)
- Вид: Longitarsus nasturtii (Fabricius, 1792)
- Вид: Longitarsus niger (Koch, 1803)
- Вид: Longitarsus nigerrimus (Gyllenhal, 1827)
- Вид: Longitarsus nigrofasciatus (Goeze, 1777)
- Вид: Longitarsus obliteratus (Rosenhauer, 1847)
- Вид: Longitarsus ochroleucus (Marsham, 1802)
- Вид: Longitarsus parvulus (Paykull, 1799)
- Вид: Longitarsus pellucidus (Foudras, 1860)
- Вид: Longitarsus pratensis (Panzer, 1794)
- Вид: Longitarsus quadriguttatus (Pontoppidan, 1765)
- Вид: Longitarsus rubiginosus (Foudras, 1860)
- Вид: Longitarsus rutilus (Illiger, 1807)
- Вид: Longitarsus scutellaris (Mulsant, Rey, 1874)
- Вид: Longitarsus succineus (Foudras, 1860)
- Вид: Longitarsus suturellus (Duftschmid, 1825)
- Вид: Longitarsus symphyti Heikertinger, 1912
- Вид: Longitarsus tabidus (Fabricius, 1775)